# 변영화 (1886년)
변영화(卞榮和, 1886년 5월 ~ ?)는 일제강점기의 경찰 출신 관료이다.

## 생애
원주변씨 출신지는 경상남도 진주군이다. 한일 병합 조약 체결 직전인 1909년에 경부로 임명되어 일제 강점기 초반에 울산경찰서와 통영경찰서, 마산경찰서에서 근무하였다. 경상남도 경찰부 고등경찰과를 거쳐 1922년에는 경시로 승진하였다.
정치범을 담당하는 부서인 경상남도 보안과에서 근무하다가 1925년에 조선총독부 군수로 임명되면서 관계로 전직하였다. 경상남도 사천군 군수가 된 것을 시작으로 창녕군과 거창군, 산청군 군수를 거쳤다. 산청군수를 마지막으로 1934년에 퇴관하였다. 퇴직 후에는 부산에서 촉탁으로 일했다.
일본 정부로부터 한국병합기념장, 쇼와대례기념장, 훈6등 서보장을 받은 바 있다. 부산부 내무과 촉탁으로 재직하던 1935년을 기준으로 종5위 훈6등에 서위되어 있었다.
2008년 공개된 민족문제연구소의 친일인명사전 수록예정자 명단 중 경찰 부문과 관료 부문에 포함되었다.

## 참고자료
- 변영화(卞榮和) - 국사편찬위원회